# Maciej Smogulecki
Maciej Smogulecki herbu Grzymała (zm. 1617) – starosta bydgoski w latach 1600–1617.  
Wykształcony we Włoszech (studia prawnicze na Uniwersytecie Padewskim w latach 1592-1594), zdolny i obrotny, prawnik i publicysta, zdolny polityk marzący o karierze politycznej. Gdy król Zygmunt III Waza nie przekazał mu godności referendarii wielkiej koronnej przeszedł do opozycji względem króla i związał się z jej przywódcą, wojewodą krakowskim Mikołajem Zebrzydowskim biorąc za żonę jego córkę Zofię, z którą miał trzech synów. W latach 1606–1607 był przywódcą rokoszu Zebrzydowskiego na terenie Wielkopolski. Traktowany z nieufnością przez dwór królewski, pod koniec życia skorygował swoje opozycyjne poglądy. 24 czerwca 1607 roku podpisał pod Jeziorną akt detronizacji Zygmunta III Wazy. 
Był także publicystą i autorem licznych traktatów oraz panegiryku na cześć papieża, a także, prawdopodobnie, mecenasem malarza Łukasza Porębskiego.